# Есенціале
Есенціале — назва торговельної марки лікарського препарату, до складу якого входять есенціальні (необхідні) фосфоліпіди, ненасичені жирні кислоти, токоферол, тіамін, ціанокобаламін та рибофлавін, та який випускається як оригінальний препарат підрозділами компанії «Sanofi» (сучасніші препарати не містять комплексу вітамінів), та як генеричний препарат рядом фармацевтичних компаній України, Росії, Білорусі, Індії та Німеччини. Есенціале може застосовуватися як перорально, так і парентерально. Ефективність цього лікарського препарату не доведена.

## Фармакологічні властивості та медичне застосування
Есенціале — лікарський препарат, який за своїм хімічним складом є сумішшю есенціальних фосфоліпідів із бобів сої, раніше до складу препарату також входили ненасичені жирні кислоти, токоферол, тіамін, ціанокобаламін та рибофлавін, варіант оригінального препарату «Фосфоглів» (виробництва ВАТ «Фармстандарт – Лексредства», Росія) містить також гліцирризинову кислоту (яка виділяється із кореня солодки). Згідно з інформацією виробника, механізм дії препарату полягає у відновленні пошкоджених патологічним процесом мембран клітин печінки, і завдяки цьому сприяє відновленню цілісності гепатоцитів та сприяє їх регенерації. Згідно з даними експериментальних досліджень, проведених переважно коштом фірми-виробника препарату, есенціале сприяє зниженню чутливості мембран клітин до пошкоджувальної дії лімфоцитів, пригнічує синтез прозапальних цитокінів, зменшують апоптоз гепатоцитів та гальмують фіброзування печінки, підвищують чутливість клітин печінки до гормональних та негормональних стимулів, обмежують процеси перекисного окислення ліпідів та пригнічують явища оксидативного стресу; а також сприяють утворенню ліпопротеїдних комплексів, які сприяють зв'язуванню, транспортуванню та утилізації холестерину, що сприяє нормалізації його вмісту в крові. Згідно з інформацією виробника, есенціале та його генерики можуть застосовуватися для лікування хронічних гепатитів, цирозу печінки, жирового гепатозу, токсичних уражень печінки та алкогольного гепатиту, токсикозі вагітних, задля профілактики утворення жовчних каменів, порушення функції печінки при соматичних захворюваннях, радіаційному ураженні, як засіб допоміжної терапії при псоріазі. Велика кількість показів до застосування сприяє популярності цього препарату, особливо його застосування при алкогольному гепатиті та стеатогепатиті та часто при алкогольній інтоксикації. Есенціале часто критикують як лікарський препарат без доведеної ефективності. Частина гастроентерологів висловлюють сумнів у ефективності есенціале у зв'язку із тим, що препарат майже не потрапляє в печінку, а розподіляється по всьому організму. При дослідженнях есенціале у ветеранських центрах США у 2003 році не виявлено якогось позитивного впливу есенціале на функцію печінки. У Росії Формулярний комітет Російської Академії Медичних Наук також включав есенціале у список препаратів із недоведеною ефективністю. Генеричні препарати есенціале критикують також і за порушення технології випуску препарату і за низький вміст активної речовини.

## Фармакокінетика
При пероральному застосуванні есенціале добре всмоктується у тонкій кишці, біодоступність препарату при пероральному застосуванні становить 90 %. У кишці більшість фосфоліпідів швидко розщеплюється фосфоліпазою А до 1-ацил-лізофосфатидилхолину, половина якого проходить процес зворотного ацетилювання ще в процесі всмоктування у кишці до поліненасиченого фосфатидилхоліну, який по лімфатичних судинах поступає у кров і згодом з током крові поступає у печінку. Максимальна концентрація препарату в крові досягається протягом 6—24 годин. Виводиться есенціале з організму лише в незначних кількостях як із з калом, так із сечею. Період напіввиведення препарату складає для холінової частини 66 годин, для ненасичених жирних кислот — 32 години.

## Побічна дія
При застосуванні есенціале, згідно з інформацією виробника, рідко спостерігаються такі побічні ефекти: алергічні рекції — висипання на шкірі, свербіж шкіри, кропив'янка; з боку травної системи — біль у животі, діарея, нудота.

## Протипокази
Згідно інформації виробника, есенціале протипоказане при підвищеній чутливості до компонентів препарату, та дітям у віці до 12 років (у зв'язку із відсутністю доказової бази щодо можливості застосування препарату).

## Форми випуску
Есенціале випускається у вигляді желатинових капсул по 0,175 та 0,3 г; і розчину для ін'єкцій у ампулах по 5 мл.